# Góra Spyrkowa
Góra Spyrkowa (711 m), Spyrkowa – pokryte polami wzgórze wznoszące się nad miejscowościami Mszana Dolna i Mszana Górna w województwie małopolskim, w powiecie limanowskim, w gminie Mszana Dolna. Nazwa pochodzi od przezwiska jednego z właściciela pól. W Podobinie istnieje osiedle Spyrki znajdujące się u podnóża tej góry. Spyrkowa znajduje się w grzbiecie oddzielającym dolinę Mszanki od doliny Porębianki i jej dopływu Koniny. W grzbiecie tym kolejno wyróżnia się wzniesienia: Kocia Górka, Spyrkowa (711 m), Witów (723 m), Kobylica (648 m), Pieronka (738 m) i Markowy Groń (638 m). Ponieważ rzeka Mszanka oddziela Beskid Wyspowy od Gorców, więc Spyrkowa znajduje się już w obrębie Gorców.
Spyrkowa, podobnie, jak i inne wzgórza i stoki gór w całych okolicach, pokryta była polami ornymi i łąkami. Lasy ostały się tylko na stromych stokach południowo-zachodnich, w miejscach zupełnie nienadających się do uprawy. Po 1990 r. wskutek nieopłacalności ekonomicznej coraz bardziej zaprzestawano użytkowania tych pól. W 2011 r. zaprzestano już uprawy, a nawet koszenia trawy na większości dawnych pól. O tym, że były tutaj pola orne świadczą już tylko miedze i zagony.
Dzięki temu, że wzgórze jest bezleśne, jest dobrym punktem widokowym na Gorce i Beskid Wyspowy. Nie poprowadzono na nim żadnego znakowanego szlaku turystycznego, jednak można na Spyrkową wyjść drogą polną z Podobina, przechodząc Porębiankę jednym z dwóch mostów.
Spyrkowa jest jednym z ważniejszych w całym województwie małopolskim miejscem dla paralotniarzy. Mają oni na jej grzbiecie oficjalne startowisko i lądowisko (obydwa od strony Podobina), a także punkt pomiarowy wiatru. Dolina Porębianki cechuje się dobrą aerodynamiką. Najlepsze warunki do startu są przy wietrze południowo-zachodnim.

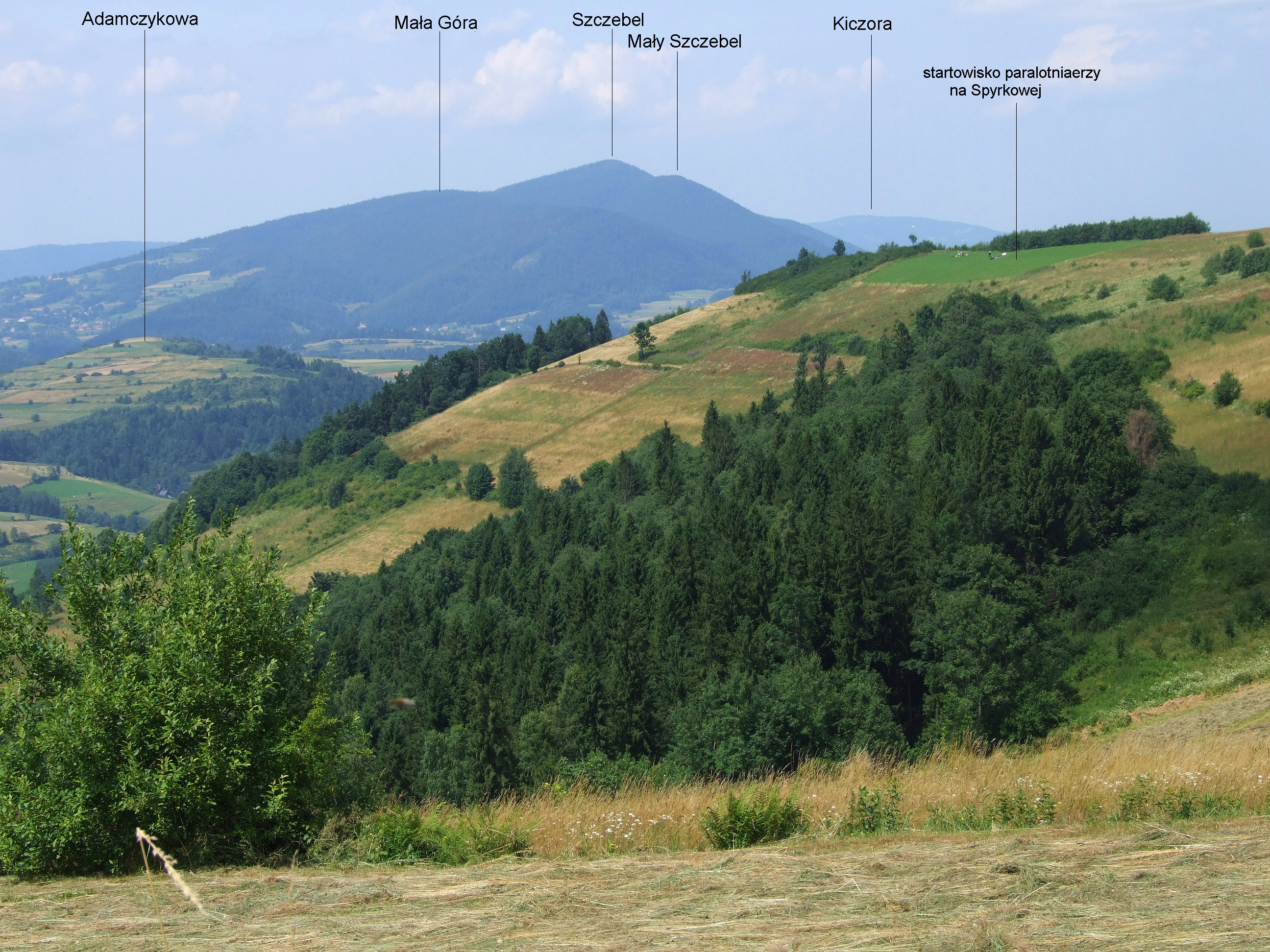
Startowisko paralotniarzy na Spyrkowej